# UGC 107
UGC 107 es una galaxia espiral localizada en la constelación de Andrómeda.